# Prochyliza lundbecki
Prochyliza lundbecki är en tvåvingeart som först beskrevs av Oswald Duda 1924.  Prochyliza lundbecki ingår i släktet Prochyliza och familjen ostflugor. Inga underarter finns listade i Catalogue of Life.